# Libelloides coccajus
Libelloides coccajus és una espècie d'insecte neuròpter endopterigot (amb metamorfosi completa) de la família Ascalaphidae. Té uns 25 mm de longitud i 52 d'envergadura alar. Les seves ales, que no porten escates, són transparents, grogues en el primer terç extern i marró fosc a la part exterior. Té el cos recobert de pèls negres. És present a França, Txèquia, Alemanya, Itàlia, Espanya i Suïssa. Habita principalment zones amb herba alta i vessants rocosos assolellats, a una altitud de fins a 1.500 msnm.